# Список річок за довжиною

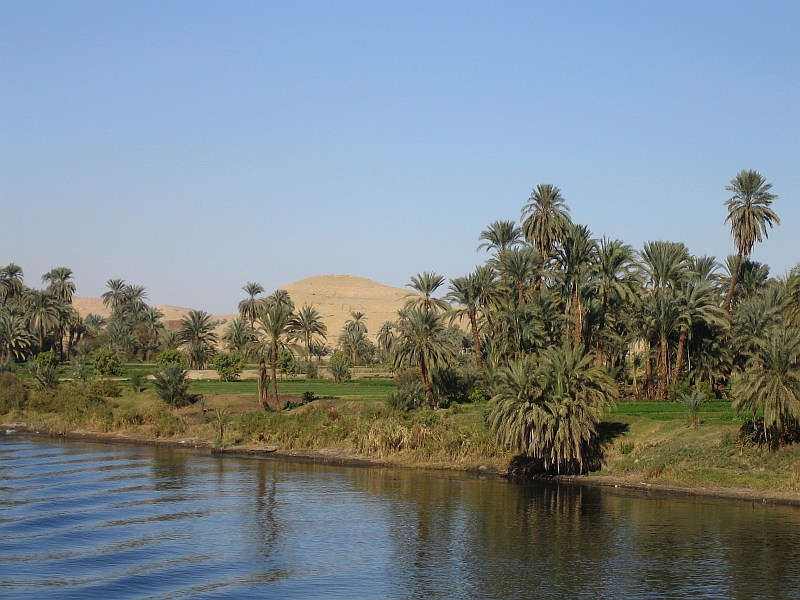
Річка Ніл між Луксором та Асуаном в Єгипті

У цій статті наведений список найдовших річок на Землі, що містить річкові системи, довжина яких перевищує 1000 км. Річки, згадані в річковій системі, в даній таблиці вже не згадуються окремо (наприклад, Об — Іртиш)..

## Визначення довжини річки
Визначити довжину річки не завжди легко. Довжина залежить від встановлення джерела, визначення гирла і точного вимірювання довжини річки між джерелом і гирлом. Тому довжина багатьох річок визначається дуже приблизно. Розбіжності, часто, бувають досить значними. Так, наприклад, дослідники довго не могли з'ясувати, яка найдовша річка у світі — Амазонка чи Ніл.
Джерело річки буває важко визначити то́му, що річка, зазвичай, має багато приток. Серед багатьох джерел найвіддаленіше від гирла звичайно розглядають як джерело річки, у такий спосіб дозволяючи вказати максимальну довжину. На практиці, притока, джерело якої найвіддаленіше від гирла основної річки, не завжди отримує ту ж саму назву. Наприклад, далі всього від гирла річкової системи Міссісіпі знаходиться джерело річки Міссурі, але зовсім інше русло ідентифікується як річка Міссісіпі. Часто «Міссісіпі з Міссурі» міститься у списках як окрема річка. Ще одна причина труднощів визначення джерела полягає в тому, що часто річки формуються сезонними потоками, болотами, або озерами що пересихають. У цій статті, під словом «довжина» мається на увазі найбільша довжина всієї річкової системи.
Гирло річки важко визначити тоді, коли вона має великий лиман, який поступово розширюється і поступово переходить у море або океан. Приклади — Амазонка і річка Святого Лаврентія. Деякі річки не мають гирла, натомість вони випаровуються, й точка, де річка зникає, залежить від сезону.
Довжину річки між джерелом і гирлом теж може бути важко визначити через брак точних карт. У цих випадках, виміряна довжина річки залежатиме від масштабу карти, на якій ґрунтується вимірювання, загалом, через фрактальну структуру русла річки: чим більший масштаб, тим довшою буде річка. В ідеалі вимірювання довжини повинно ґрунтуватись на картах достатньо дрібного масштабу, щоб показати ширину річки. Навіть коли точні карти доступні, вимірювання довжини не завжди точне. Річка може мати кілька рукавів. При тому важливо, чи центр або край річки береться як контрольна точка. Не ясно, як визначити довжину через озеро або водосховище, крім того, довжина може мати сезонні зміни.
Внаслідок усього цього важко, якщо не неможливо, отримати точне значення довжини річки. У списку, поданому нижче, можливі значення з інших джерел взято у дужки.

## Список
| Кольоровий код континентів | Кольоровий код континентів | Кольоровий код континентів | Кольоровий код континентів | Кольоровий код континентів | Кольоровий код континентів |
| -------------------------- | -------------------------- | -------------------------- | -------------------------- | -------------------------- | -------------------------- |
| Африка                     | Азія                       | Європа                     | Північна Америка           | Австралія                  | Південна Америка           |

|      | Річка                                       | Довжина (км)        | Площа басейну (км²) | Середня витрата води (м³/с) | Гирло                       | Країни басейну |
| ---- | ------------------------------------------- | ------------------- | ------------------- | --------------------------- | --------------------------- | --- |
| 1.   | Амазонка                                    | 6690                | 6 915 000           | 219 000                     | Атлантичний океан           | Бразилія, Перу, Болівія, Колумбія, Еквадор, Венесуела |
| 2.   | Ніл                                         | 6592 (6762)         | 3 430 000           | 5 100                       | Середземне море             | Судан, Південний Судан, Ефіопія, Єгипет, Уганда, Танзанія, Кенія, Руанда, Бурунді, Еритрея, Демократична Республіка Конго |
| 3.   | Янцзи (Chang Jiang)                         | 6380 (5797)         | 1 800 000           | 31 900                      | Східнокитайське море        | КНР |
| 4.   | Міссісіпі — Міссурі                         | 6270 (6420)         | 2 980 000           | 16 200                      | Мексиканська затока         | США (98,5 %), Канада (1,5 %) |
| 5.   | Єнісей — Ангара — Селенга                   | 5550 (4506)         | 2 580 000           | 19 600                      | Карське море                | Росія, Монголія |
| 6.   | Хуанхе (Жовта річка)                        | 5464 (4670)         | 745 000             | 2110                        | Бохайска затока             | КНР |
| 7.   | Об — Іртиш                                  | 5410*               | 2 990 000           | 12 800                      | Обська губа                 | Росія, Казахстан, КНР |
| 8.   | Парана — Ла-Плата                           | 4880 (3998)         | 3 100 000           | 25 700                      | Атлантичний океан           | Бразилія (46,7 %), Аргентина (27,7 %), Парагвай (13,5 %), Болівія (8,3 %), Уругвай (3,8 %) |
| 9.   | Конго (Заїр)                                | 4700 (4670)         | 3 680 000           | 41 800                      | Атлантичний океан           | Демократична Республіка Конго, Центральноафриканська Республіка, Ангола, Конго, Танзанія, Камерун, Замбія, Бурунді, Руанда |
| 10.  | Амур                                        | 4444*               | 1 855 000           | 11 400                      | Охотське море               | КНР, Монголія, Росія |
| 11.  | Лена                                        | 4400 (4260)         | 2 490 000           | 17 100                      | Лаптєвих море               | Росія |
| 12.  | Меконг                                      | 4350                | 810 000             | 16 000                      | Південнокитайське море      | Лаос, Таїланд, КНР, Камбоджа, В'єтнам, М'янма |
| 13.  | Маккензі — Піс — Фінлей                     | 4241 (5427)         | 1 790 000           | 10 300                      | Море Бофорта                | Канада |
| 14.  | Нігер                                       | 4200 (4138*)        | 2 090 000           | 9570                        | Гвінейська затока           | Нігерія (26,6 %), Малі (25,6 %), Нігер (23,6 %), Алжир (7,6 %), Гвінея (4,5 %), Камерун (4,2 %), Буркіна-Фасо (3,9 %), Кот-д'Івуар, Бенін, Чад |
| 15.  | Муррей — Дарлінг                            | 3750 (3520)         | 3 490 000           | 767                         | Тихий океан                 | Австралія |
| 16.  | Волга                                       | 3645*               | 1 380 000           | 8080                        | Каспійське море             | Росія (99,8 %), Казахстан (незначна), Білорусь (незначна) |
| 17.  | Арванд — Євфрат                             | 3596 (2992)         | 884 000             | 856                         | Перська затока              | Ірак (40,5 %), Туреччина (24,8 %), Іран (19,7 %), Сирія (14,7 %) |
| 18.  | Пурус                                       | 3379 (2948) (3 210) | 63 166              | 8400                        | Амазонка                    | Бразилія, Перу |
| 19.  | Мадейра — Маморе                            | 3239 (3380)         | 1 420 000           | 31 200                      | Амазонка                    | Бразилія, Болівія, Перу |
| 20.  | Юкон                                        | 3184                | 850 000             | 6210                        | Берингове море              | США (59,8 %), Канада (40,2 %) |
| 21.  | Інд (Sindhu)                                | 3180                | 960 000             | 7160                        | Аравійське море             | Пакистан, Індія, КНР, суп. тер. (Кашмір), Афганістан (6,3 %) |
| 22.  | Сан-Франсіску                               | 3180* (2900)        | 610 000             | 3300                        | Атлантичний океан           | Бразилія |
| 23.  | Сирдар'я                                    | 3078                | 219 000             | 703                         | Аральське море              | Казахстан, Киргизстан, Узбекистан, Таджикистан |
| 24.  | Салуїн (Salwin) (Nù Jiāng)                  | 3060                | 324 000             | 3153                        | Андаманське море            | КНР (52,4 %), М'янма (43,9 %), Таїланд (3,7 %) |
| 25.  | Річка Святого Лаврентія — Великі Озера      | 3058                | 1 030 000           | 10 100                      | Затока Святого Лаврентія    | Канада (52,1 %), США (47,9 %) |
| 26.  | Ріо-Гранде                                  | 3057 (2896)         | 570 000             | 82                          | Мексиканська затока         | США (52,1 %), Мексика (47,9 %) |
| 27.  | Нижня Тунгуска                              | 2989                | 473 000             | 3680                        | Єнісей                      | Росія |
| 28.  | Брахмапутра                                 | 2948*               | 1 730 000           | 43 900                      | Бенгальська затока          | Індія (58,0 %), КНР (19,7 %), Непал (9,0 %), Бангладеш (6,6 %), Супереч. Індія/КНР (4,2 %), Бутан (2,4 %) |
| 29.  | Дунай                                       | 2850*               | 817 000             | 7130                        | Чорне море                  | Румунія (28,9 %), Угорщина (11,7 %), Австрія (10,3 %), Сербія (10,3 %), Німеччина (7,5 %), Словаччина (5,8 %), Болгарія (5,2 %), Боснія і Герцеговина (4,8 %), Хорватія (4,5 %), Україна (3,8 %), Чехія (2,6 %), Словенія (2,2 %), Молдова (1,7 %), Швейцарія (0,32 %), Італія (0,15 %), Польща (0,09 %), Албанія (0,03 %) |
| 30.  | Токантінс                                   | 2699                | 1 400 000           | 13598                       | Атлантичний океан, Амазонка | Бразилія |
| 31.  | Замбезі                                     | 2693*               | 1 330 000           | 4880                        | Мозамбіцька протока         | Замбія (41,6 %), Ангола (18,4 %), Зімбабве (15,6 %), Мозамбік (11,8 %), Малаві (8,0 %), Танзанія (2,0 %), Намібія, Ботсвана |
| 32.  | Вілюй                                       | 2650                | 454 000             | 1480                        | Лена                        | Росія |
| 33.  | Арагуая                                     | 2627                | 358 125             | 6172                        | Токантінс                   | Бразилія |
| 34.  | Амудар'я                                    | 2620                | 534 739             | 1400                        | Аральське море              | Узбекистан, Туркменістан, Таджикистан, Афганістан |
| 35.  | Жапура                                      | 2615*               | 267 730             | 18620                       | Амазонка                    | Бразилія, Колумбія |
| 36.  | Нельсон — Саскачеван                        | 2570                | 1 093 000           | 2575                        | Гудзонова затока            | Канада, США |
| 37.  | Парагвай                                    | 2549                | 1 093 000           | 4300                        | Парана                      | Бразилія, Парагвай, Болівія, Аргентина |
| 38.  | Колима                                      | 2513                | 644 000             | 3800                        | Східно-Сибірське море       | Росія |
| 39.  | Ганг                                        | 2510                | 907 000             | 14270                       | Бенгальська затока          | Індія, Бангладеш, Непал |
| 40.  | Пілкомайо                                   | 2500                | 270 000             | 175                         | Парагвай                    | Парагвай, Аргентина, Болівія |
| 41.  | Верхня Об — Катунь                          | 2490                |                     |                             | Об                          | Росія |
| 42.  | Ішим                                        | 2450                | 177 000             | 56                          | Іртиш                       | Казахстан, Росія |
| 43.  | Журуа                                       | 2615                | 242 259             | 6000                        | Амазонка                    | Перу, Бразилія |
| 44.  | Урал                                        | 2428                | 237 000             | 475                         | Каспійське море             | Росія, Казахстан |
| 45.  | Арканзас                                    | 2348                | 505 000 (435 122)   | 1066                        | Міссісіпі                   | США |
| 46.  | Убангі — Уеле                               | 2300                | 772 800             | 4003                        | Конго                       | Демократична Республіка Конго, Центральноафриканська Республіка |
| 47.  | Оленьок                                     | 2292                | 219 000             | 1210                        | Море Лаптєвих               | Росія |
| 48.  | Дніпро                                      | 2287                | 516 300             | 1670                        | Чорне море                  | Росія, Білорусь, Україна |
| 49.  | Алдан                                       | 2273                | 729 000             | 5060                        | Лена                        | Росія |
| 50.  | Ріу-Неґру                                   | 2250                | 720 114             | 26 700                      | Амазонка                    | Бразилія, Венесуела, Колумбія |
| 51.  | Колумбія                                    | 2250 (1,953)        | 668 217             | 7500                        | Тихий океан                 | США, Канада |
| 52.  | Колорадо                                    | 2333                | 390 000             | 1200                        | Каліфорнійська затока       | США, Мексика |
| 53.  | Сіцзян — Дзінджан (Сицзян) (West) (Si Kang) | 2200                | 437 000             | 13 600                      | Південнокитайське море      | КНР |
| 54.  | Ред-Ривер                                   | 2188                | 169 890             | 1614                        | Міссісіпі                   | США |
| 55.  | Іраваді                                     | 2170                | 411 000             | 13000                       | Андаманське море            | М'янма |
| 56.  | Касаї                                       | 2153                | 880 200             | 10 000                      | Конго                       | Ангола, Демократична Республіка Конго |
| 57.  | Огайо — Аллегейні                           | 2102                | 490 603             | 7957                        | Міссісіпі                   | США |
| 58.  | Оріноко                                     | 2101                | 41 000              | 30 000                      | Атлантичний океан           | Венесуела, Колумбія |
| 59.  | Тарим                                       | 2100                | 557 000             | 919                         | Лобнор                      | КНР |
| 60.  | Шінгу                                       | 2100                | 513 000             | 8670                        | Амазонка                    | Бразилія |
| 61.  | Оранжева                                    | 2092                | 973 000             | 800                         | Атлантичний океан           | Південно-Африканська Республіка, Намібія, Ботсвана, Лесото |
| 62.  | Саладо                                      | 2010                | 160 000             | 170                         | Парана                      | Аргентина |
| 63.  | Вітім                                       | 1978                | 225 000             | 1562                        | Лена                        | Росія |
| 64.  | Тигр                                        | 1950                | 375 000             | 1209                        | Арванд                      | Туреччина, Ірак, Сирія, Іран |
| 65.  | Тапажос                                     | 1930                | 487 000             | 13 000                      | Амазонка                    | Бразилія |
| 66.  | Сунгарі                                     | 1927                | 524 000             | 2470                        | Амур                        | КНР |
| 67.  | Дон                                         | 1870                | 422 000             | 680                         | Азовське море               | Росія |
| 68.  | Підкам'яна Тунгуска                         | 1865                | 240 000             | 1750                        | Єнісей                      | Росія |
| 69.  | Печора                                      | 1809                | 322 000             | 4379                        | Баренцове море              | Росія |
| 70.  | Кама                                        | 1805                | 507 000             | 4100                        | Волга                       | Росія |
| 71.  | Лімпопо                                     | 1800                | 440 000             | 175                         | Індійський океан            | Мозамбік, Зімбабве, Південно-Африканська Республіка, Ботсвана |
| 72.  | Гуапоре                                     | 1749                | 266 460             | 1530                        | Маморе                      | Бразилія, Болівія |
| 73.  | Індигірка                                   | 1726                | 360 000             | 1570                        | Східно-Сибірське море       | Росія |
| 74.  | Снейк                                       | 1670                | 278 450             | 1550                        | Колумбія                    | США |
| 75.  | Сенегал                                     | 1641                | 337 000             | 670                         | Атлантичний океан           | Сенегал, Малі, Мавританія |
| 76.  | Хатанга                                     | 1636                | 364 000             | 3320                        | Море Лаптєвих               | Росія |
| 77.  | Уругвай                                     | 1610                | 365 000             | 5500                        | Атлантичний океан           | Уругвай, Аргентина, Бразилія |
| 78.  | Блакитний Ніл                               | 1600                | 325 000             | 2350                        | Ніл                         | Ефіопія, Судан |
| 79.  | Черчилл                                     | 1600                | 282 000             | 1200                        | Гудзонова затока            | Канада |
| 80.  | Окаванго                                    | 1600                | 800 000             | 475                         | Дельта Окаванґо             | Намібія, Ангола, Ботсвана |
| 81.  | Вольта                                      | 1600                | 388 000             | 1108                        | Гвінейська затока           | Гана, Буркіна-Фасо, Того, Кот-д'Івуар, Бенін |
| 82.  | Бені                                        | 1599                | 283 350             | 8900                        | Мадейра                     | Болівія |
| 83.  | Платт                                       | 1594                | 219 916             | 199                         | Міссурі                     | США |
| 84.  | Тобол                                       | 1591                | 426 000             | 805                         | Іртиш                       | Казахстан, Росія |
| 85.  | Джубба — Шабелле                            | 1580*               | 497 504             | 193                         | Індійський океан            | Ефіопія, Сомалі |
| 86.  | Іса (Путумайо)                              | 1575                | 124 510             | 8760                        | Амазонка                    | Бразилія, Перу, Колумбія, Еквадор |
| 87.  | Магдалена                                   | 1550                | 260 000             | 7200                        | Карибське море              | Колумбія |
| 88.  | Хан                                         | 1532                | 174 300             | 2156                        | Янцзи                       | КНР |
| 89.  | Ломамі                                      | 1500                | 110 000             | 837                         | Конго                       | Демократична Республіка Конго |
| 90.  | Десаґуадеро                                 | 1500                | 260 000             | 24                          | Ріо-Колорадо                | Аргентина |
| 91.  | Ока                                         | 1500                | 245 000             | 1300                        | Волга                       | Росія |
| 92.  | Ґуав'яре                                    | 1497                | 140 000             | 8200                        | Оріноко                     | Колумбія |
| 93.  | Пекос                                       | 1490                | 115 001             | 8                           | Ріо-Гранде                  | США |
| 94.  | Верхній Єнісей                              | 1480                | 150 000             | 1010                        | Єнісей                      | Росія, Монголія |
| 95.  | Ґодаварі                                    | 1465                | 312 812             | 3505                        | Бенгальська затока          | Індія |
| 96.  | Ілі                                         | 1439                | 140 000             | 480                         | Балхаш                      | КНР, Казахстан |
| 97.  | Колорадо                                    | 1438                | 627 137             | 420                         | Мексиканська затока         | США |
| 98.  | Ріо-Гранде (Гуапай)                         | 1438                | 101 900             | 264                         | Маморе                      | Болівія |
| 99.  | Біла                                        | 1420                | 142 000             | 950                         | Кама                        | Росія |
| 100. | Купер — Барку                               | 1420                | 297 547             | 73                          | Ейр                         | Австралія |
| 101. | Мараньйон                                   | 1 415               | 350 000             | 15 600                      | Амазонка                    | Перу |
| 102. | Дністер                                     | 1 411               | 72 100              | 310                         | Чорне море                  | Україна, Молдова |
| 103. | Таз                                         | 1 401               | 150 000             | 930                         | Тазівська губа              | Росія |
| 104. | Бенуе                                       | 1 400               | 441 000             | 3170                        | Нігер                       | Камерун Нігерія |
| 105. | Варбуртон — Джоржіна                        | 1 400               | 232 000             | 22                          | Ейр                         | Австралія |
| 106. | Ямуна                                       | 1 376               | 351 000             | 2950                        | Ганг                        | Індія |
| 107. | Сутледж                                     | 1 370               | 395 000             | 530                         | Ченаб                       | Індія, Пакистан |
| 108. | В'ятка                                      | 1 370               | 129 000             | 890                         | Кама                        | Росія |
| 109. | Фрейзер                                     | 1 368               | 233 100             | 3475                        | Тихий океан                 | Канада |
| 110. | Кура                                        | 1 364               | 188 000             | 443                         | Каспійське море             | Азербайджан, Грузія, Вірменія, Туреччина, Іран |
| 111. | Гранде                                      | 1 360               |                     |                             | Парана                      | Бразилія |
| 112. | Брасос                                      | 1 352               | 116 000             | 237                         | Мексиканська затока         | США |
| 113. | Каука                                       | 1 350               | 80 000              | 1600                        | Магдалена                   | Колумбія |
| 114. | Л'яоо                                       | 1 345               | 232 000             | 500                         | Бохайска затока             | КНР |
| 115. | Ялонг                                       | 1 323               | 150 000             | 2000                        | Янцзи                       | КНР |
| 116. | Іґуасу                                      | 1 320               | 62 000              | 1746                        | Парана                      | Бразилія, Аргентина |
| 117. | Олекма                                      | 1 320 (1 436)       | 210 000             | 1950                        | Лена                        | Росія |
| 118. | Рейн                                        | 1 320               | 185 000             | 2000                        | Північне море               | Німеччина, Франція, Швейцарія, Нідерланди, Австрія, Люксембург, Ліхтенштейн, Італія |
| 119. | Північна Двіна — Сухона                     | 1302                | 357052              | 3332                        | Біле море                   | Росія |
| 120. | Крішна                                      | 1 300               | 258 948             | 1642                        | Бенгальська затока          | Індія |
| 121. | Ірірі                                       | 1 300               | 130 000             | 2615                        | Шінгу                       | Бразилія |
| 122. | Нармада                                     | 1 289               | 90 000              | 1447                        | Аравійське море             | Індія |
| 123. | Оттава                                      | 1 271               | 146 000             | 1950                        | Святого Лаврентія           | Канада |
| 124. | Зея                                         | 1 242               | 233 000             | 1800                        | Амур                        | Росія |
| 125. | Журуєна                                     | 1 240               | 190 940             | 4360                        | Тапажос                     | Бразилія |
| 126. | Верхня Міссісіпі                            | 1 236               |                     |                             | Міссісіпі                   | США |
| 127. | Атабаска                                    | 1 231               | 95 300              | 623                         | Маккензі                    | Канада |
| 128. | Канадська                                   | 1 223               | 124 000             | 200                         | Арканзас                    | США |
| 129. | Півн. Саскачеван                            | 1 220               | 122 800             | 245                         | Саскачеван                  | Канада |
| 130. | Вааль                                       | 1 210               | 196 438             | 124,59                      | Оранжева                    | Південно-Африканська Республіка |
| 131. | Шире                                        | 1 200               | 149 500             | 486                         | Замбезі                     | Мозамбік, Малаві |
| 132. | Уайяґа                                      | 1 200               | 85 000              | 3800                        | Мараньйон                   | Перу |
| 133. | Нен (Нонні)                                 | 1 190               | 244 000             | 824                         | Сунгарі                     | КНР |
| 134. | Грін-Рівер                                  | 1 175               | 124 578             | 173                         | Колорадо                    | США |
| 135. | Мілк                                        | 1 173               | 61642               | 17                          | Міссурі                     | США, Канада |
| 136. | Ельба                                       | 1 162*              | 148 268             | 711                         | Північне море               | Німеччина, Чехія |
| 137. | Дем'янка                                    | 1 160               | 34 800              | 156                         | Іртиш                       | Росія |
| 138. | Чиндвін                                     | 1 158               | 114 000             | 4000                        | Іраваді                     | М'янма |
| 139. | Санкуру                                     | 1150                | 156 000             | 2500                        | Касаї                       | ДРК |
| 140. | Джеймс                                      | 1 143               | 53 491              | 18                          | Міссурі                     | США |
| 141. | Капуас                                      | 1 143               | 98 749              | 5000                        | Південнокитайське море      | Індонезія, Малайзія |
| 142. | Десна                                       | 1 130               | 88 900              | 360                         | Дніпро                      | Росія, Україна |
| 143. | Гелманд                                     | 1 130               | 500 000             | 201                         | Гамун-і-Гелманд             | Афганістан, Іран |
| 144. | Мадре-де-Дьйос                              | 1 130               | 100 000             | 4915                        | Мадейра                     | Перу, Болівія |
| 145. | Тіете                                       | 1 130               | 150 000             | 2500                        | Парана                      | Бразилія |
| 146. | Вичегда                                     | 1 130               | 121 000             | 1160                        | Північна Двіна              | Росія |
| 147. | Сепік                                       | 1 126               | 80 321              | 3804                        | Тихий океан                 | Папуа Нова Гвінея, Індонезія |
| 148. | Сімаррон                                    | 1 123               | 49 080              | 33                          | Арканзас                    | США |
| 149. | Анадир                                      | 1 120               | 191 000             | 1000                        | Анадирська затока           | Росія |
| 150. | Параїба-ду-Сул                              | 1 120               | 56 500              | 1118                        | Атлантичний океан           | Бразилія |
| 151. | Цзялінцзян                                  | 1119                | 160 000             |                             | Янцзи                       | КНР |
| 152. | Лаярд                                       | 1 115               | 277 100             | 2434                        | Маккензі                    | Канада |
| 153. | Вайт                                        | 1102                | 71911               | 2435                        | Міссісіпі                   | США |
| 154. | Драа                                        | 1100                | 15 100              |                             | Атлантичний океан           | Марокко |
| 155. | Кванго                                      | 1100                | 263500              | 2700                        | Касаї                       | Ангола, ДРК |
| 156. | Гамбія                                      | 1 094               | 69 931              | 2000                        | Атлантичний океан           | Гамбія, Сенегал, Гвінея |
| 157. | Ом (річка)                                  | 1091                | 52 600              | 64                          | Об                          | Росія |
| 158. | Ченаб                                       | 1 086               | 138 000             | 802                         | Інд                         | Індія, Пакистан |
| 159. | Єллоустоун                                  | 1 080               | 182 300             | 365                         | Міссурі                     | США |
| 160. | Чу                                          | 1 067               | 62 500              | 130                         | озеро Акжайкин              | Киргизстан, Казахстан |
| 161. | Сіверський Донець                           | 1 053               | 98 900              | 159-200                     | Дон                         | Україна, Росія |
| 162. | Бермехо                                     | 1 050               | 133 000             | 340                         | Парагвай                    | Аргентина, Болівія |
| 163. | Флай                                        | 1 050 (1 120)       | 76 000              | 6000                        | Затока Папуа                | Папуа Нова Гвінея 93,40 %, Індонезія 6,60 % |
| 164. | Кускоквім                                   | 1 050               | 124 319             | 1897                        | Берингове море              | США |
| 165. | Теннессі                                    | 1 049               | 104 000             | 1800                        | Огайо                       | США |
| 166. | Тура                                        | 1 030               | 80 400              | 177                         | Тобол                       | Росія |
| 167. | Західна Двіна                               | 1 020               | 87 900              | 678                         | Ризька затока               | Латвія, Білорусь, Росія |
| 168. | Джіла                                       | 1 015               | 150 737             | 7                           | Колорадо                    | США |
| 169. | Вісла                                       | 1 047               | 194 424             | 1080                        | Балтійське море             | Польща (87,45 %), Україна (6,55 %), Білорусь (5,03 %), Словаччина (0,96 %), Чехія (0,01 %) |
| 170. | Луара                                       | 1 012               | 117 000             | 835                         | Атлантичний океан           | Франція |
| 171. | Ессекібо                                    | 1 010               |                     | 2104                        | Атлантичний океан           | Гаяна |
| 172. | Хопер                                       | 1 010               | 61 100              | 150                         | Дон                         | Росія |
| 173. | Тагус                                       | 1 006               | 80 600              | 444                         | Атлантичний океан           | Іспанія, Португалія |
| 174. | Ріо-Колорадо                                | 1 000               | 350 000             | 148                         | Атлантичний океан           | Аргентина |